# Jamaica a 2010. évi téli olimpiai játékokon

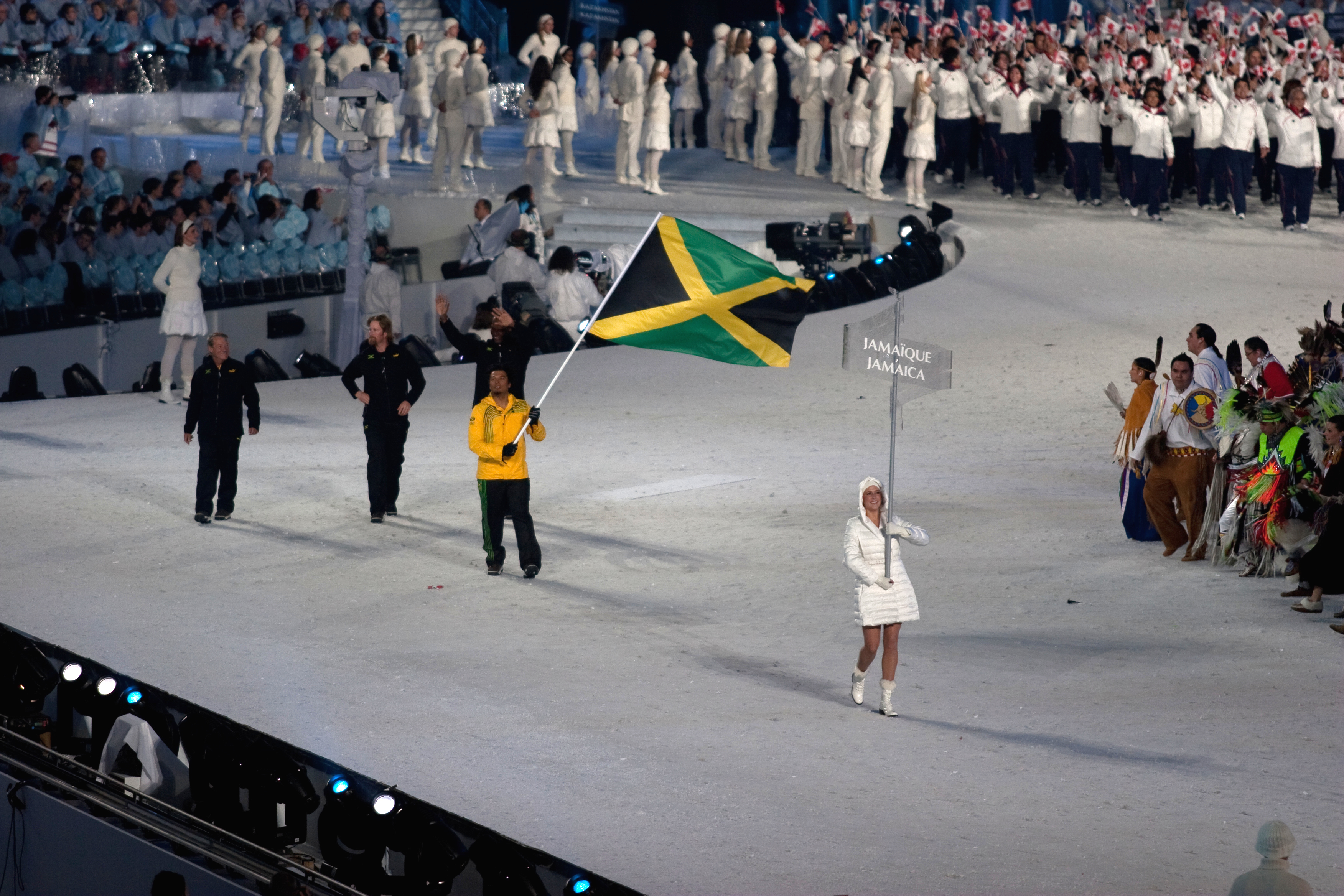
Jamaica olimpiai küldöttsége a megnyitón

Jamaica a kanadai Vancouverben megrendezett 2010. évi téli olimpiai játékok egyik részt vevő nemzete volt. Az országot az olimpián 1 sportágban 1 sportoló képviselte, aki érmet nem szerzett.

## Síakrobatika
Krossz
| Versenyző  | Versenyszám | Selejtező | Selejtező | Nyolcaddöntő | Negyeddöntő | Elődöntő | Döntő   | Helyezés |
| Versenyző  | Versenyszám | Idő       | Hely.     | Nyolcaddöntő | Negyeddöntő | Elődöntő | Döntő   | Helyezés |
| ---------- | ----------- | --------- | --------- | ------------ | ----------- | -------- | ------- | -------- |
| Errol Kerr | Férfi       | 1:13,71   | 9.        | 1.           | 3.          | kiesett  | kiesett | 9.       |